# بایتسه
بایتسه (به لاتین: Bajice) یک منطقهٔ مسکونی در مونته‌نگرو است که در پایتخت سلطنتی قدیمی ستینجی واقع شده‌است. بایتسه ۷۸۱ نفر جمعیت دارد.